# Deutsche Bank Park
El Waldstadion, oficialmente Deutsche Bank Park (anteriormente Commerzbank Arena ) desde el 1 de julio de 2020 debido a un patrocinio del nombre, es un estadio de fútbol ubicado en la ciudad de Fráncfort del Meno en el estado federal alemán de Hesse. Es actualmente el estadio del equipo de la Bundesliga alemana Eintracht Fráncfort. Su dirección es Mörfelder Landstraße 362, 60528 Fráncfort del Meno. Tiene una capacidad para 58 000 espectadores en partidos nacionales, de los cuales 20 000 son plazas de pie. Para partidos internacionales la capacidad se reduce a 53 800 espectadores o 48 000 (todos sentados) y para conciertos la capacidad es para 44 000 espectadores.
Este recinto se caracteriza por tener un techo desplegable y un cubo con pantallas de video colgante ubicado al centro de la cancha.
En 2023, fue sede de dos partidos de fútbol americano de la temporada regular de la Liga Nacional de Fútbol Americano (NFL) como parte de los Juegos de la NFL en Alemania.

## Historia
El estadio original se inauguró el 21 de mayo de 1925, tras cuatro años de construcción, con un coste total de 3,7 millones de marcos (equivalente a 14 millones de euros actuales). Con el nombre de Waldstadion, el estadio tenía una capacidad de 35.000 espectadores.
El primer gran evento nacional del Waldstadion fue la final del campeonato alemán de fútbol el 7 de junio de 1925. El 1. FC Nürnberg derrotó al club local FSV Frankfurt por 1:0. 
Entre el 24 y el 28 de julio de 1925, el Waldstadion albergó la Olimpiada de Verano de los Trabajadores de 1925. La final de fútbol entre Alemania y Finlandia se disputó ante 40.000 espectadores.  En 1937, la capacidad de espectadores se incrementó a 55.000 mediante la ampliación de la recta final.

### La primera modificación y la introducción de la Bundesliga
Los primeros cambios importantes en el estadio se realizaron tras un partido entre el Eintracht Frankfurt y el 1. FC Nürnberg en mayo de 1953. Se vendieron casi 70.000 entradas para un estadio concebido para solo 55.000 espectadores, y 200 aficionados resultaron heridos cuando miles de personas intentaron forzar la entrada. El renovado y ampliado Waldstadion reabrió sus puertas el 14 de mayo de 1955 tras 19 meses de obras.

### Segunda reconstrucción
La segunda gran renovación del Waldstadion fue necesaria para la Copa Mundial de la FIFA de 1974. De mayo de 1972 a enero de 1974, el estadio se reconstruyó prácticamente desde cero, para cumplir con los requisitos de comodidad y seguridad propios de las sedes de la Copa Mundial. La ceremonia inaugural de la Copa Mundial de 1974 se celebró en el Waldstadion.
Fue sede de grandes eventos deportivos como el combate entre Muhammad Ali y Karl Mildenberger, de la Copa Mundial de Fútbol de 1974, la Eurocopa 1988 y la final de la Copa Confederaciones 2005. Desde el 1 de mayo de 2005 hasta el 30 de junio de 2020 pasó a llamarse Commerzbank-Arena, después de la financiación que obtuvo del banco alemán Commerzbank AG para su remodelación en 2002.
Durante el desarrollo de la Copa Mundial de la FIFA 2006 pasó a llamarse Estadio de la CM de la FIFA de Fráncfort (en idioma alemán: FIFA WM-Stadion Frankfurt), ya que la FIFA no permite ningún tipo de publicidad en el nombre de los estadios.
El nuevo esponsor, desde el 1 de julio de 2020 hasta el 30 de junio de 2027 (con opción a prórroga), es Deutsche Bank, y el nuevo nombre del estadio es Deutsche Bank Park.

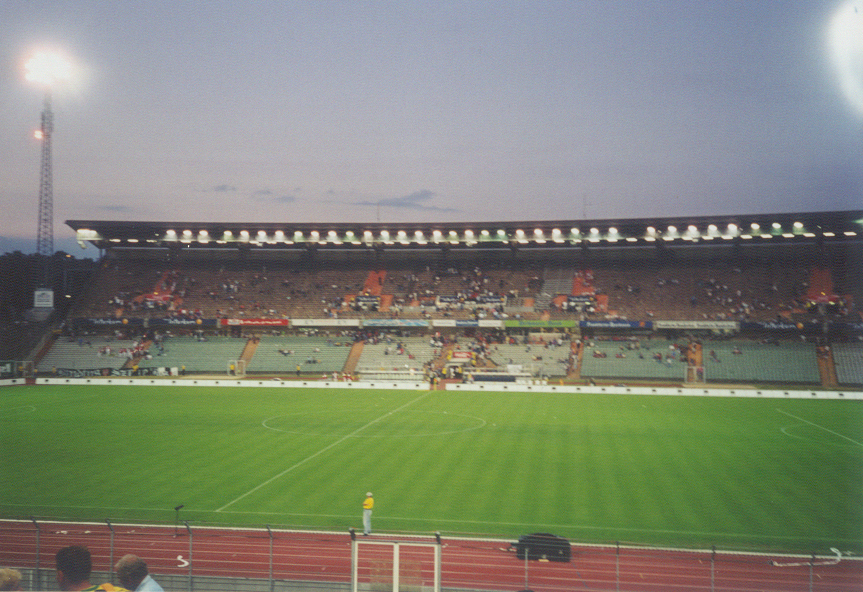
El Waldstadion antes de su reconstrucción.
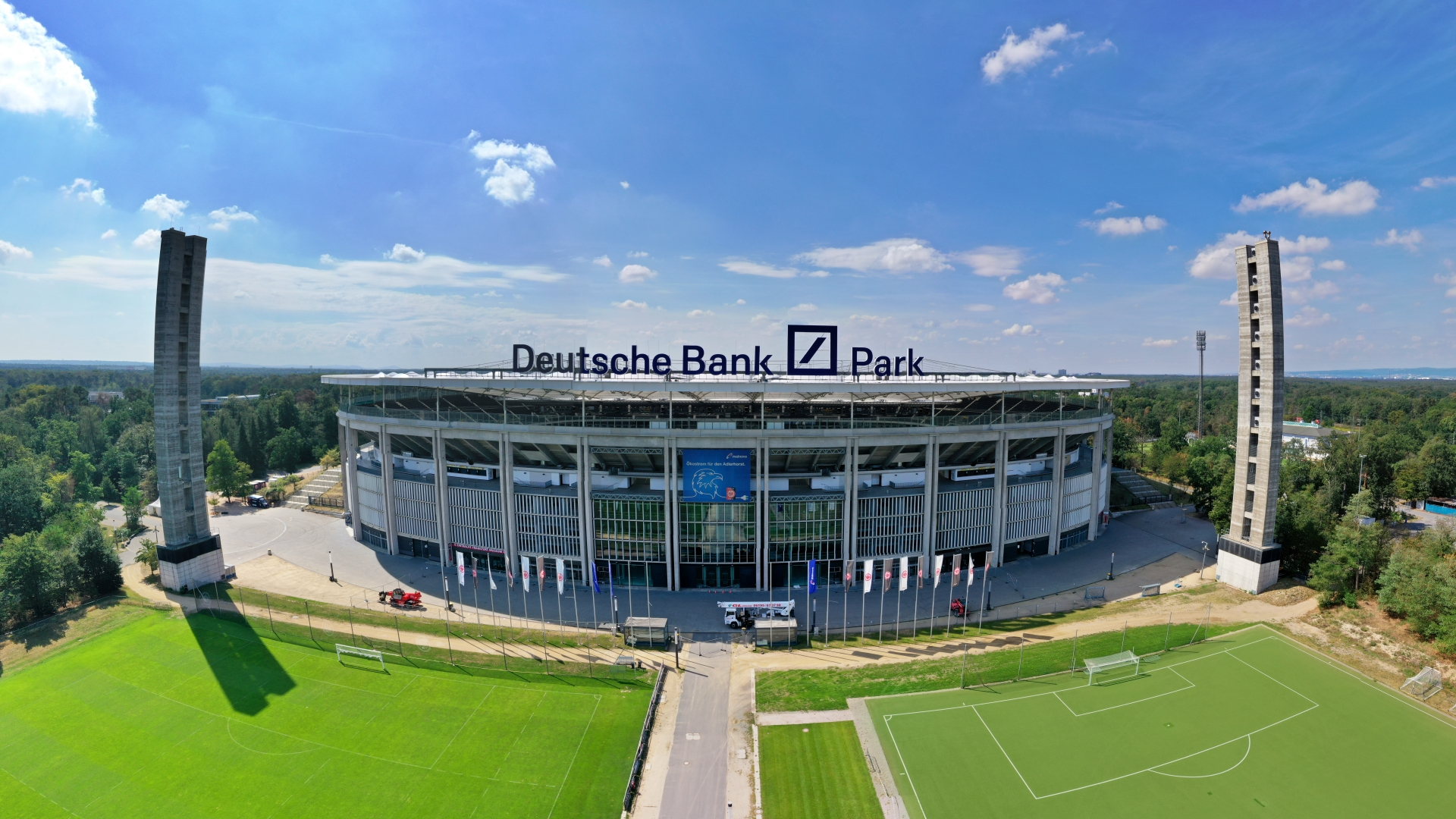
Imagen aérea.
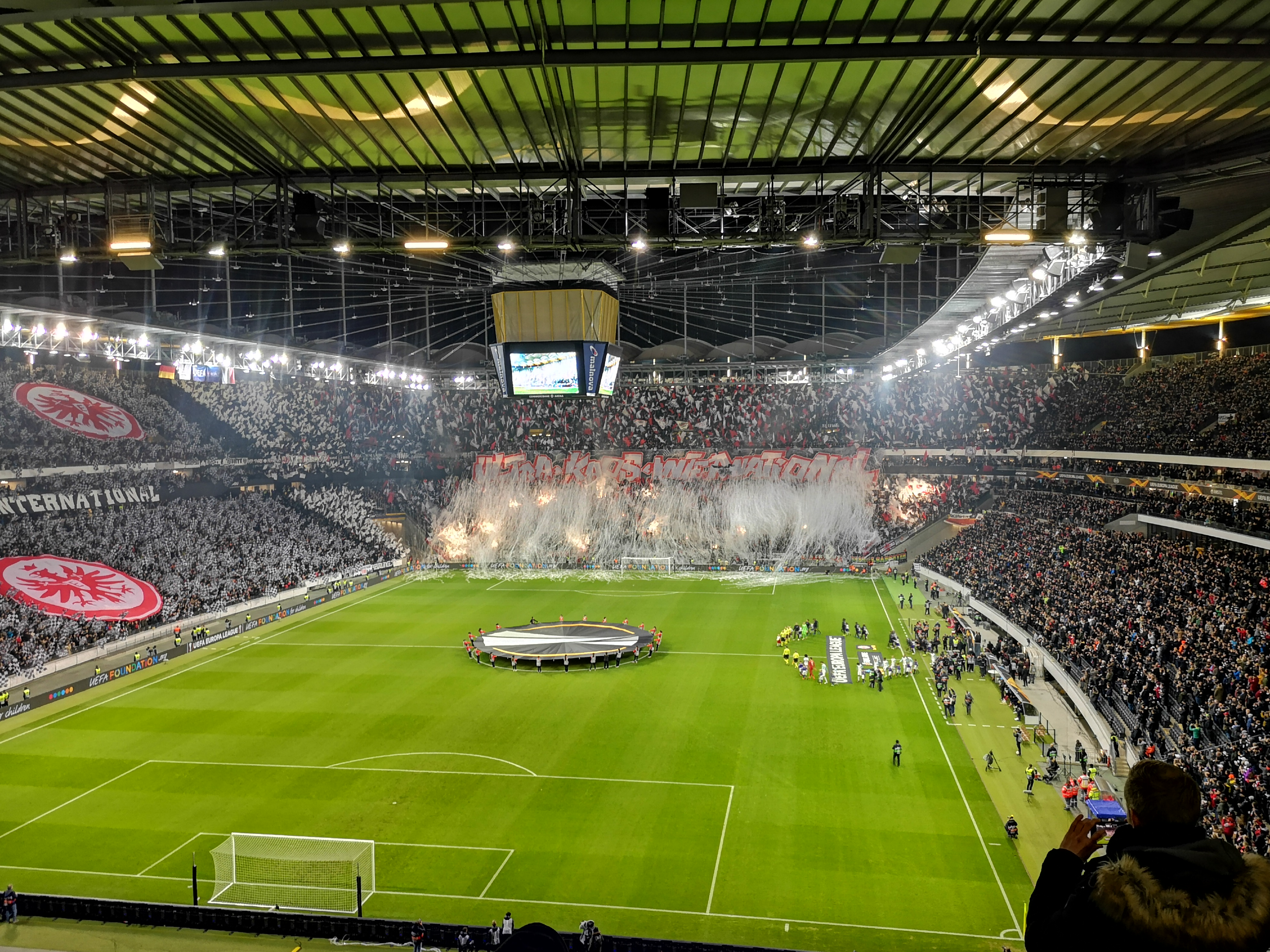
Interior del estadio.

## Eventos
El Deutsche Bank Park ha sido sede trece partidos mundialistas: diez en mundiales masculinos, y tres en femeninos. Diecinueve selecciones han jugado un partido aquí en el marco de la Copa Mundial: la selección de Brasil fue quién más veces lo hizo, habiendo jugado cuatro partidos allí.

### Copa Mundial de Fútbol de 1974
El estadio albergó cinco partidos de la Copa Mundial de Fútbol de 1974.
| Fecha               | Selección #1 | Resultado | Selección #2     | Ronda                 | Espectadores |
| ------------------- | ------------ | --------- | ---------------- | --------------------- | ------------ |
| 13 de junio de 1974 | Brasil       | 0–0       | Yugoslavia       | Primera fase, Grupo 2 | 59 000       |
| 18 de junio de 1974 | Escocia      | 0–0       | Brasil           | Primera fase, Grupo 2 | 62 000       |
| 22 de junio de 1974 | Escocia      | 1–1       | Yugoslavia       | Primera fase, Grupo 2 | 56 000       |
| 30 de junio de 1974 | Polonia      | 2–1       | Yugoslavia       | Segunda fase, Grupo B | 58 000       |
| 3 de julio de 1974  | Polonia      | 0–1       | Alemania Federal | Segunda fase, Grupo B | 62 000       |

### Eurocopa 1988
Fue sede de dos partidos de la fase de grupos de la Eurocopa 1988.
| Fecha               | Selección #1 | Resultado | Selección #2    | Ronda                 | Espectadores |
| ------------------- | ------------ | --------- | --------------- | --------------------- | ------------ |
| 14 de junio de 1988 | Italia       | 1–0       | España          | Primera fase, Grupo A | 51 790       |
| 18 de junio de 1988 | Inglaterra   | 1–3       | Unión Soviética | Primera fase, Grupo B | 53 000       |

### Copa Confederaciones 2005
El estadio albergó cuatro partidos de la Copa Confederaciones 2005.
| Fecha               | Selección #1 | Resultado | Selección #2 | Ronda                 | Espectadores |
| ------------------- | ------------ | --------- | ------------ | --------------------- | ------------ |
| 15 de junio de 2005 | Alemania     | 4–3       | Australia    | Primera fase, Grupo A | 46 466       |
| 19 de junio de 2005 | Grecia       | 0–1       | Japón        | Primera fase, Grupo B | 34 314       |
| 22 de junio de 2005 | Grecia       | 0–0       | México       | Primera fase, Grupo B | 31 285       |
| 29 de junio de 2005 | Brasil       | 4–1       | Argentina    | Final                 | 45 591       |

### Copa Mundial de Fútbol de 2006
El estadio albergó cinco partidos de la Copa Mundial de Fútbol de 2006.
| Fecha               | Selección #1  | Resultado | Selección #2 | Ronda                 | Espectadores |
| ------------------- | ------------- | --------- | ------------ | --------------------- | ------------ |
| 10 de junio de 2006 | Inglaterra    | 1–0       | Paraguay     | Primera fase, Grupo B | 48 000       |
| 13 de junio de 2006 | Corea del Sur | 2–1       | Togo         | Primera fase, Grupo G | 48 000       |
| 17 de junio de 2006 | Portugal      | 2–0       | Irán         | Primera fase, Grupo D | 48 000       |
| 21 de junio de 2006 | Países Bajos  | 0–0       | Argentina    | Primera fase, Grupo C | 48 000       |
| 1 de julio de 2006  | Brasil        | 0–1       | Francia      | Cuartos de final      | 48 000       |

### Copa Mundial Femenina de Fútbol de 2011
El estadio albergó cuatro partidos de la Copa Mundial Femenina de Fútbol de 2011.
| Fecha               | Selección #1      | Resultado      | Selección #2   | Ronda                 | Espectadores |
| ------------------- | ----------------- | -------------- | -------------- | --------------------- | ------------ |
| 30 de junio de 2011 | Alemania          | 1–0            | Nigeria        | Primera fase, Grupo A | 48 817       |
| 6 de julio de 2011  | Guinea Ecuatorial | 0–3            | Brasil         | Primera fase, Grupo D | 35 859       |
| 13 de julio de 2011 | Japón             | 2–0            | Suecia         | Semifinal             | 45 434       |
| 17 de julio de 2011 | Japón             | 2–2 (3-1 pen.) | Estados Unidos | Final                 | 48 817       |

### Eurocopa 2024
El estadio albergó cinco partidos de la Eurocopa 2024, cuatro de fase de grupos y un partido de octavos de final.

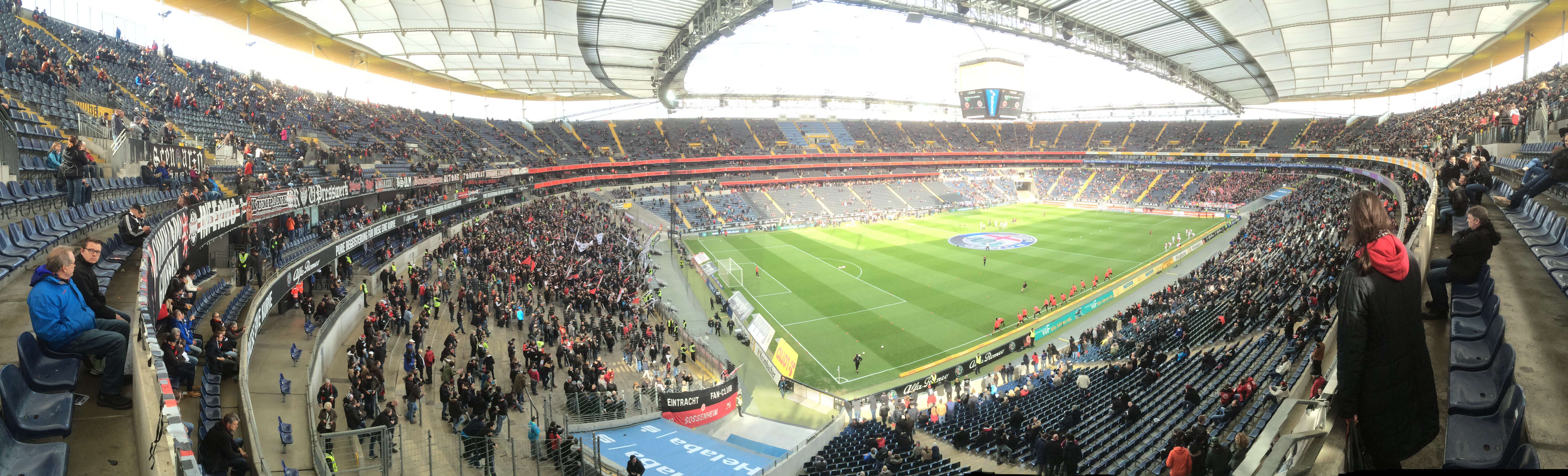
Imagen panorámica del campo de juego.

| Fecha               | Selección #1 | Resultado      | Selección #2 | Ronda                 | Espectadores |
| ------------------- | ------------ | -------------- | ------------ | --------------------- | ------------ |
| 17 de junio de 2024 | Bélgica      | 0–1            | Eslovaquia   | Primera fase, Grupo E | 45 181       |
| 20 de junio de 2024 | Dinamarca    | 1–1            | Inglaterra   | Primera fase, Grupo C | 46 177       |
| 23 de junio de 2024 | Suiza        | 1–1            | Alemania     | Primera fase, Grupo A | 46 685       |
| 26 de junio de 2024 | Eslovaquia   | 1–1            | Rumania      | Primera fase, Grupo E | 45 033       |
| 1 de julio de 2024  | Portugal     | 0–0 (3-0 pen.) | Eslovenia    | Octavos de final      | 46 576       |